# لنكس
لنكس متصفح ويب نصي، مُرخص تحت رخصة جنو جي.بي.إل الحرّة.

## تاريخ البرنامج
بدأ تطوير هذا المتصفح في جامعة كانساس على يد مجموعه من الطلاب في عام 1992 كمتصفح ويب يُوزّع في الحرم الجامعي، في عام 1993 قام أحد الطلاب الذين شاركوا في هذا المشروع بإضافة بعض الميزات الجديدة واطلق الإصدار الجديد 2.0.
بعدها انضم مُنشئ لنكس إلى فريق تطوير Lynx. وفي عام 1995 تم إطلاق هذا المتصفح تحت رخصة جنو جي.بي.إل والآن يديره مجموعه من المتطوعين على رأسهم لنكس.